# The Simpsons Game
The Simpsons Game је платформска игра из 2007. заснована на анимираној телевизијској серији Симпсонови направљеној за Нинтендо ДС, Wii, Xbox 360, Плејстејшн 2, Плејстејшн 3 и Плејстејшн Портабл. Игру је објавио и дистрибуирао Electronic Arts. Објављен је у Северној Америци у октобру 2007. и широм света у новембру 2007. Садржи оригиналну причу коју су написали писци Симпсонових Тим Лонг и Мет Варбуртон . У самореферентном заплету, породица открива да је приморана да учествује у још једној видео игрици Симпсонови. Слично емисији, игра се подсмева популарној култури, другим видео играма и Electronic Arts-у, њеном издавачу.
Игра прати пет чланова породице Симпсон — Хомера, Марџ, Барта, Лису и Меги — који сазнају да су део видео игре и дају им супермоћи да решавају неколико ситуација. На крају, морају да спасу своје 8-битне претходнике од Вила Рајта и креатора њихових ликова у видео игрици, Мета Грејнинга. Породица Симпсон путује у четири сценарија у пародијама на друге игре како би прикупила кључне картице које су коришћене да се инфилтрирају у вилу њиховог творца и на крају да спасу своје претходнике од уништења како би поништили стару забрану видео игара у њиховим генерацијама.
Игра је наишла на мешовити пријем од стране критичара видео игара. Похвалили су њен визуелни приказ и писање, што је укључивало многе пародије на друге видео игрице, док су критиковали њену кратку дужину и лош систем камера, који није увек функционисао како треба. The Simpsons Game је добила награду за најбољу игру засновану на филму или ТВ емисији на додели награда Spike Video Game Awards 2007. и била је номинована за најбоље писање видео игара на додели награда Удружења писаца Америке 2007. године. Од 31. јануара 2008. четири милиона примерака игре је продато широм света.

## Играње
Играчи The Simpsons Game могу да контролишу породицу Симпсон (осим Меги), сваки са својим јединственим способностима.  Два различита члана породице могу се играти на сваком нивоу,   осим нивоа туторијала, „The Land of Chocolate“, у којем се може играти само Хомер, и коначног нивоа, „Game Over“, где се сви чланови породице могу играти.  Игра садржи шеснаест нивоа, који се називају епизодама,  и сваки захтева посебне моћи да се заврши. На пример, у четвртој епизоди, „Lisa the Tree Hugger“, од играча се тражи да користи Лисину моћ „Руке Буде“ да помера велике предмете, а Бартову праћку да искључи машине. Приказани су непријатељи јединствени за сваку епизоду, са изузетком завршног нивоа, у којем се непријатељи који су већ поражени „рециклирају“ различитим бојама. 
Неколико изазова је доступно након завршетка свих епизода. То укључује проналажење свих колекционарских предмета за сваки лик, проналажење свих клишеа видео игара,  и у верзијама за Плејстејшн 3, Xbox 360 и Нинтендо ДС, довршавање одређеног задатка у вези са заплетом сваке епизоде у надметању.  
Хед ап дисплеј The Simpsons Game садржи мерење здравља за оба лика на сваком нивоу, као и мерач напада и посебан мерач снаге за лик којим играч тренутно контролише.  Игра има кооперативни режим за два играча, који има подељени екран и омогућава сваком играчу да контролише једног од два лика на том нивоу.  
ДС верзија игре је развијена одвојено од својих пандана на конзоли и представља авантуру са страним скроловањем. Такође нуди неколико функција које нису доступне у другим верзијама. Неколико мини игара је доступно за откључавање и играње, од којих су већина ажуриране верзије аркадних игара као што су Frogger и Space Invaders, потоња која се односи на ванземаљце Канга и Кодоса из епизода Simpsons Treehouse of Horror. Виртуелни кућни љубимац је такође доступан, назван "Pet Homer", који омогућава играчима да хране, забављају и спасавају Хомера од претњи као што су гушење и срчани удар.

### Ликови који се могу играти
Хомер је први лик за игру доступан играчу на нивоу „The Land of Chocolate“. Његове способности укључују претварање у „Хомер лопту“ тако што једе храну за појачање да би му дозволили да се котрља и удара предметима;  претворити се у Гуми Хомера једући мале гумене бомбоне Венус де Милос да испаљују гумене бомбе; једе љуте чили папричице да би постао Insanity Pepper Homer да би користио лаву и ватрене бомбе;  и удахњивањем хелијума да би постао балон који ће лебдети у ваздуху.  Хомерова посебна моћ је џиновско подригивање, које може омамити непријатеље.  Барт се први пут појављује у другом нивоу игре „Bartman Begins“. Може да се претвори у Бартмена, омогућавајући му да користи зип-лајнс, да се пење на одређене зидове, да клизи на велике удаљености и да ради друге акробатске подвиге.   Бартова посебна моћ је да пушта поплаву слепих мишева према непријатељима. Може да користи своју праћку да победи непријатеље и погоди мете издалека. 
Лиса је представљена у четвртом нивоу "Lisa the Tree Hugger". Њен главни стил напада је ударање, а њена моћ је "Рука Буде".  Може да га користи да удари, разбије, замрзне или пошаље муње непријатељима, као и да подигне одређене предмете.  Лисина посебна моћ је да свира свој саксофон да нападне и омами непријатеље. Како нивои напредују, Лиза може да користи свој саксофон да окрене непријатеље једне против других.  Марџ је лик који се најмање игра. Уведена на петом нивоу, „Mob Rules“, Марџ сазнаје да је њена моћ да натера велике гомиле да јој се покоравају.  Она може да користи своју мафију да руши препреке, гради објекте, напада непријатеље и поправља објекте.  Меги је, у ствари, продужетак Марџ, који се накратко може играти у ваздушним каналима и другим малим просторима. 

## Прича
Игра почиње тако што Хомер има фантазију изазвану слаткишима о свету чоколаде где покушава да ухвати и поједе зеца од беле чоколаде; када се пробуди, узнемири се када открије да је све то био сан.
У међувремену, Барт одлази у продавницу видео игрица и подмићује службеника да му дозволи да купи нову и насилну игру Grand Theft Scratchy, само да би је Марџ конфисковала. Док се Барт мучи, приручник за видео игрицу пада са неба испред њега. Читајући приручник, Барт открива да он и остатак његове породице имају посебне моћи. Барт користи своје Бартменове моћи да спречи школске насилнике Џимбоа, Кирнија и Долфа да опљачкају Природњачки музеј по наређењу директора Скинера да искористи музејске експонате за часове науке, Хомер користи своју способност да победи на такмичењу у исхрани, Лиса користи њене моћи да заустави пројекат крчења шума, а Марџ користи своје моћи да утиче на публику да заустави пуштање Grand Theft Scratchy у Спрингфилду, иако Лиса истиче да је лицемерно што је користила насиље да заустави насилну игру. 
Током вечере, породица је еуфорична са својим новим моћима. Међутим, то доводи до расправе о томе шта би требало да раде са њима. Ванземаљци Канг и Кодос одлучују да ударе на Земљу и долази до инвазије ванземаљаца. Схватајући да ниједна од њихових моћи није довољно јака да поразе ванземаљце, Барт и Лиса посећују професора Фринка. Посећују његову кућу како би га пронашли, али наилазе на портал који их шаље на место које се зове погон за игре где се праве све видео игрице. Након што га је спасио од џиновске гориле, Фринк им даје водич за The Simpsons Game да их научи како да боље искористе своје моћи, као и да стекну нове, а да породица Симпсон покушава да заустави инвазију ванземаљаца. Прво, Барт и Лиса помажу капетану Мекалистеру у борби против делфина контролисаних умом који нападају градски акваријум. Тада Барт и Хомер побеђују статуу Лард Лада која је оживела. Коначно, они спасавају тржни центар Спрингфилд и Клитуса од ванземаљске силе коју предводи Помоћник Боб. 
Да би сазнала истину, породица се окреће интернету како би открила више о моћима које имају у игри, али бивају послате у погон игре када Хомер случајно проспе пиво по тастатури. Тамо откривају Вила Рајта, који уништава копије старе 8-битне игре The Simpsons и њене ликове. Породица успева да спасе своје 8-битне претходнике пре него што их Рајт уништи, и открије да ће и они постати застарели када буде објављена следећа игра Симпсонова. Једини начин да се ово спречи је да разговарају са креатором игара и убеде га да их не уништи. Да би приступили његовој вили, породица треба да набави четири кључне карте из четири предстојеће игре Симпсонова. Прво, Хомер и Марџ побеђују двоглавог змаја чије су главе главе Пети и Селме у игри Neverquest. Затим, Хомер и Барт путују у Француску током Другог светског рата да би осујетили план господина Бернса да украде непроцењиве француске слике, у игрици Medal of Homer. Лиса и Хомер затим путују у древни Јапан да би победили злог господина Дирта као Милхауса и његовог „Спарклемона“ у Big Super Happy Fun Fun Game. Марџ и Лиса затим путују у Grand Theft Scratchy, елиминишући сав увредљив материјал и замењујући га материјалом који је погоднији за породицу. 
Након што имају све четири кључне карте, Барт и Хомер се инфилтрирају у творчеву вилу. Поздравља их Мет Грејнинг, који за њима шаље ликове из Футураме Бендера и доктора Зоидберга. Међутим, породица успева да их победи, а Грејнинг признаје да само за новац ствара нове игре и уништава погон игре. Симпсонови, заједно са још неколико ликова из игара, беже у Спрингфилд, где ванземаљци још увек нападају. Лиса користи своју моћ да створи степенице до неба како би породица замолила Бога за помоћ. На том путу морају да победе преминуле историјске личности Вилијама Шекспира и Бенџамина Френклина, и неколико других „рециклираних“ непријатеља које је породица убила током претходних нивоа игре. Након што је Бог поражен у игри Dance Dance Revolution, Он открива да је видео игра у којој се налазе мини-игра у другој видео игрици о Земљи. Случајно је испустио приручник за видео игрицу, чиме је породицу обдарио супермоћи. Схвативши своју грешку, Он обећава да ће обновити Спрингфилд, пустити их да задрже своје моћи и да ће побољшати услове рада свих ликова из видео игара. Такође даје Хомеру три жеље. Лиза пита да ли се Бог икада запита да ли је Он сам лик у видео игрици. Док се Бог нервозно подсмева овој теорији, испоставило се да Ралф Вигам игра целу игру пре него што погледа у екран, питајући се ко га гледа. 

## Развој
Причу о игрици су написали Тим Лонг, Мет Селман и Мет Варбуртон, који су сви редовни писци Симпсонових. Желели су да створе нешто што се допада фановима серије, и што је само по себи "сјајна нова игра".  Мет Грејнинг и писци су имали сталне повратне информације о садржају игре, од њеног „изгледа и осећаја“ до загонетки и игре. Извршни продуцент игре Скот Амос рекао је да је то било невероватно партнерство између писаца и програмера.  Селман, главни писац, каже да је разлог зашто су одлучили да је назову игру The Simpsons Game и да не додају титл био зато што су сматрали да је то поновно покретање „Франшизе игрица „Симпсонови“ [...] велике, нове, свеже игре који преузима видео игре и урнебесне ствари свих времена". 
The Simpsons Game је објавио Electronic Arts, а развила је њена подружница, EA Redwood Shores; компанија је 2005. године потписала уговор за права на видео игре за Симпсонове.  Главни дизајнер игре, Грег Ризер, рекао је да су били одушевљени тим, када је питао своје шефове да ли могу да пародирају неке Electronic Arts игре укључујући Medal of Honor.  The Simpsons Game, која пародира видео игре од 30 година пре 2007. године, била је принуђена да уклони део свог садржаја након што се неколико компанија за видео игре жалило на то. Ризер је, међутим, и даље био задовољан количином пародије у игри и сматрао је Симпсонове „савршеним возилом за исмевање у индустрији игара“.  На Конвенцији игара 2007. у Лајпцигу, Немачкој,  за "Grand Theft Scratchy", један од нивоа у The Simpsons Game и пародија на Grand Theft Auto замолили су да скину постер запослени у компанији Rockstar Games који развија серију видео игара Grand Theft Auto. Неколико компанија је, међутим, прихватило пародију игре на своје видео игре, укључујући програмере из Harmonix-а, који су били задовољни игром „Sitar Hero“, пародијом на Harmonix-ову видео игру Guitar Hero.  Поред пародија на игре, The Simpsons Game такође садржи неколико камеја са сатиричним спиновима, укључујући Мета Грејнинга као себе и Вила Рајта као антагонисте. 
Графика за ликове у игрици је cel-shaded, а примењена техника помаже да се модели ликова изравнају из било ког угла из којег их камера посматра, како би се поново креирао 2Д, ручно нацртани изглед који се види у серији.  Развојном тиму је било посебно тешко приказати Лисину шиљасту косу као 2Д у 3Д окружењу игре.  На свакој конзоли постоји другачији омот за игру. 

## Пријем
Игра је наишла на мешовити пријем, добивши укупан резултат од 71% на Метакритику за Xbox 360 и Плејстејшн 3 верзију игре. Похвале су се фокусирале на визуелни приказ и писање игре, што је исмевало индустрију игара и саму серију. The Simpsons Game је освојила награду за најбољу игру засновану на филму или ТВ емисији на Spike Video Game Awards 2007,  и номинована је за прву награду за најбоље писање видео игара на додели Награда Удружења писаца Америке 2007.  Од 31. јануара 2008. укупно је продато четири милиона примерака игре.  Издања за Плејстејшн 2 и Нинтендо ДС су добила „Платинасту“ награду за продају од Удружења издавача софтвера за забаву и слободно време (ЕЛСПА),  што указује на продају од најмање 300.000 примерака по верзији у Уједињеном Краљевству.  ЕЛСПА је представила верзије игре Wii, Xbox 360 и Плејстејшн Портабл са „сребро“ сертификатом  за продају од 100.000 јединица или више у региону.  Питер Новак из CBC News-а прогласио ју је за трећу најбољу игру у 2007. и описао је као „лако најбољу игру у којој глуме откачени становници Спрингфилда“. 
Коришћење хумора у стилу Симпсонових у игрици је наишло на мешовити пријем. И GameSpot и GameTrailers рекли су да је игра испоручила више него довољно смеха да би се исплатило играти бар једном. ИГН и GameDaily су је сматрали пријатном и за хардкор и за обичне фанове Симпсонових, који су је такође назвали посебно привлачном игром за непоколебљиве фанове. Упркос неколико проблема које је игра имала, GameSpy је рекао да је вредело видети духовите пародије. Том Брамвел из Eurogamer је, међутим, веровао да хумор игре може да га носи само до сада, и предложио је да они који су заинтересовани за хумор Симпсонових уместо тога купе кутију једне од сезона телевизијске серије. Џо Џуба из Game Informer назвао је игру просечним искуством. Он је прецизирао да ће се игра допасти првенствено љубитељима телевизијских серија, али да не би била вредна играња за људе који је нису упознали. 
Eurogamer је похвалио учешће људи из телевизијске серије Симпсонови у развоју игре, а GameZoneје уживао у механици игре са два карактера и забављао се сакупљајући ставке које се могу откључати. GameTrailers је сматрао да графика и анимације изгледају сјајно и ценили су ручно нацртане изгледе, иако су сматрали да је очигледно да ликови „никада нису требали да скоче у трећу димензију“ због својих корена из друге димензије. 
Критике на рачун игре су се фокусирале на њену кратку, неинспиративно играње и проблематичан систем камера. GameSpot је сматрао да је играње „ништа посебно“ док га је GameZone назвао „прилично плитком“ игром која је превише зависила од репетитивних загонетки скакања и слабог система борбе. Игра је разочарала ИГН јер није укључивала онлајн функцију и сматрало се да је прекратка. Систем камера је био проблематичан и од стране GameZone-а и GameSpy-а, који су га назвали „болешћу“ и „разбијеном“ функцијом; GameDaily-ју је такође сметало јер се често заглави. 
ДС верзија игре, која се значајно разликовала од осталих верзија, добила је похвале за јединствену игру, али критике због кратке дужине. ИГН је похвалио јединствено искуство играња ДС верзије, а GameSpot је изјавио да је била задовољавајућа од почетка до краја. GameSpot и GameZone су, међутим, били разочарани што је игра била изузетно кратка. 1UP је открио да иако је The Simpsons Game пародирала бројне конвенције о 2Д платформским играма, ипак их је користио, што га чини бесмисленим подухватом. 

## Отказан наставак
Electronic Arts је планирао да развије наставак игре, под називом The Simpsons Game 2, али је отказан 2011. јер је студио одлучио да направи места за друге пројекте. 